# Бронк (кратер)
Кратер Бронк (лат. Bronk) — ударный кратер находящийся в северном полушарии обратной стороны Луны. Название присвоено в честь американского нейрофизиолога Детлева Вульфа Бронка (1897—1975) и утверждено Международным астрономическим союзом в 1979 году. Образование кратера относится к донектарскому периоду.

## Описание кратера
Ближайшими соседями кратера являются большой кратер Джоуль на западе; кратеры Санфорд и Тейсерен-де-Бор на севере-северо-западе; кратер Ковалевская на северо-востоке; кратер Бобоне на востоке; кратер Пойнтинг на юге и кратер Фостер на востоке-юго-востоке. Селенографические координаты центра кратера 25°54′ с. ш. 134°40′ з. д. / 25,9° с. ш. 134,67° з. д., диаметр 66,2 км, глубина 2,7 км.
За время своего существования кратер значительно разрушен последующими импактами. Восточную часть вала перекрывает небольшой кратер, северо-восточная и северная части вала значительно разрушены. Высота вала над окружающей местностью 1240 м, объём кратера составляет приблизительно 3500 км³. Дно чаши кратера неровное, отмечено несколькими мелкими кратерами. На формирование кратера оказали влияние породы выброшенные при импактах образовавших гигантский кратер Герцшпрунг в 1000 км на юге и бассейн Моря Восточного в 2000 км на юго-востоке.

## Сателлитные кратеры
Отсутствуют.